# Tourelle démontable STG

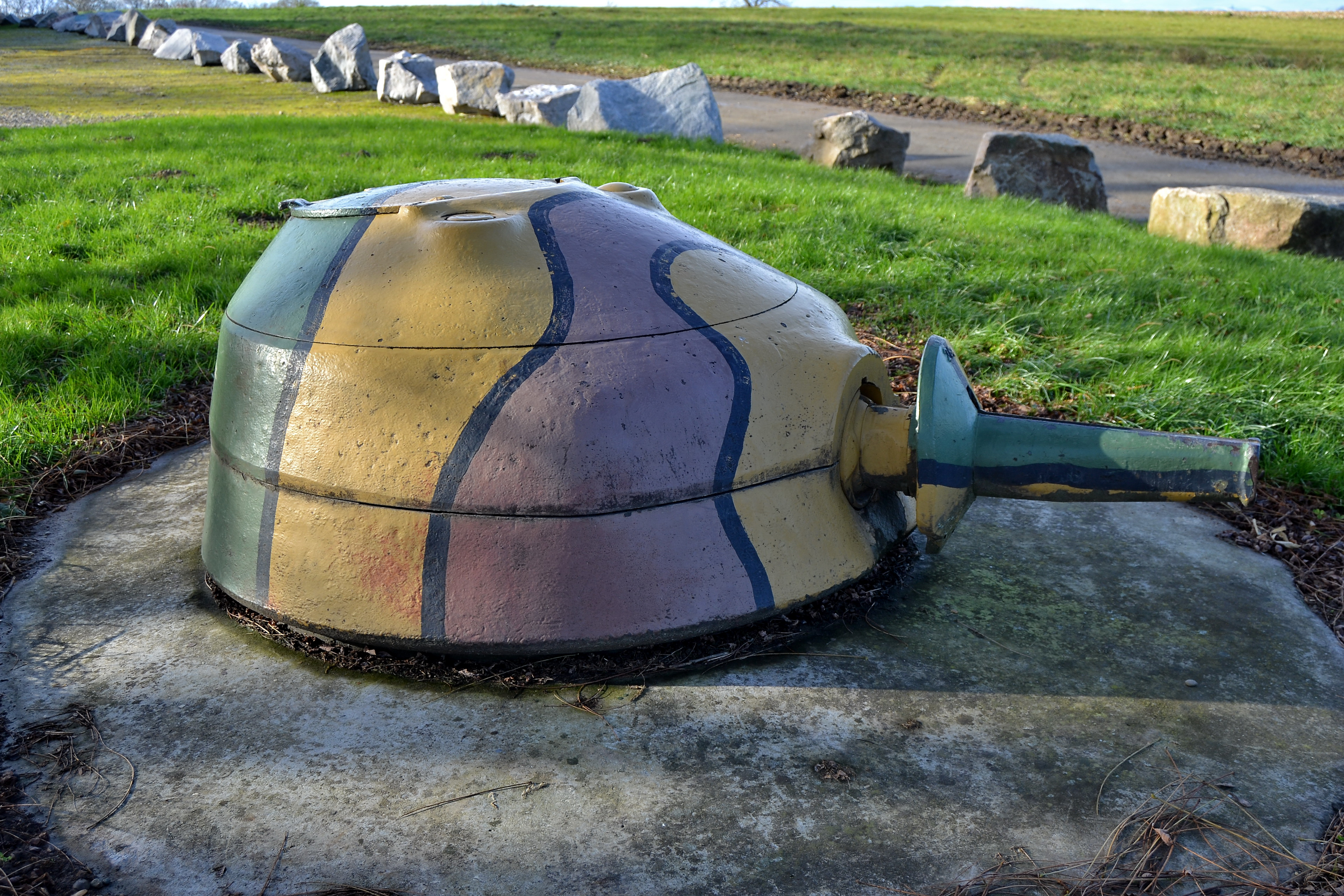
Tourelle démontable STG, casemate de l'Aschenbach.

La tourelle démontable STG est un cuirassement utilisé pour défendre les intervalles entre les casemates de campagne de la ligne Maginot.

Elle est également connue sous le nom de « tourelle par éléments » ou de « tourelle Dufieux ».

Elle était équipée d'une mitrailleuse Hotchkiss modèle 1914 de calibre 8 mm.

## Origine
Pendant la Grande Guerre, l'Armée française captura sur le front des tourelles allemandes légères et transportables équipées d'un canon Krupp de 53 mm à tir rapide. Ces tourelles avaient été mises au point par les Allemands pour défendre les parapets de leurs forts (Festen) mais, comme elles n'avaient plus d'utilité sur ces emplacements qui étaient restés en arrière de la ligne de combat, ils les utilisèrent pour défendre leurs positions de campagne.
Lorsque la CORF songea à équiper les intervalles des ouvrages CORF et des positions de campagne avec des cuirassements mobiles pour mitrailleuses, elle s'inspira des tourelles allemandes pour créer un nouveau modèle. Elle prendra, entre autres, le nom du général Julien Dufieux qui dirigeait alors le Conseil Consultatif de l’Armement.

## Description
La tourelle démontable STG (Section Technique du Génie) est constituée de deux éléments :
- une partie fixe, parfois en partie enterrée, constituée d'une cuve en métal assez léger, et dotée d'une porte blindée en acier ;
- une partie mobile, la tourelle proprement dite, composée de trois éléments superposés : une couronne blindée inférieure, une couronne blindée intermédiaire et une calotte blindée. La couronne blindée inférieure est percée de fentes d'observation tandis que la calotte est percée quant à elle de deux trous pour périscopes et d'un capot d'accès. Ces trois éléments sont en acier moulé dont l'épaisseur varie de 25 à 35 mm.

La tourelle était équipée d'une mitrailleuse Hotchkiss modèle 1914 de calibre 8 mm, le raccord entre les deux éléments étant protégé par un carter en acier. La mitrailleuse était quant à elle protégée par un carter en acier enveloppant.
En 1938, il était prévu d'équiper la tourelle STG d'un canon anti-chars de 25 mm et de produire une nouvelle tourelle résistant aux coups d'un canon de 47 mm.

## Utilisation

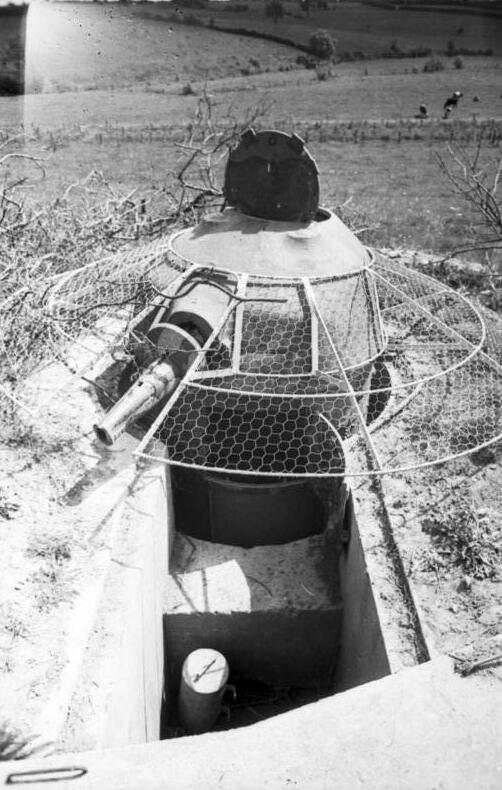
Tourelle abandonnée en mai 1940.

Produite à plus de six cents exemplaires, la tourelle STG a été utilisée sur tous les fronts pendant la guerre.
Il avait été prévu initialement de garder les tourelles dans les parcs d'artillerie et de les installer dans des trous sommairement aménagés au moment de la mobilisation. En fait, la plupart d'entre elles ont été installées dès 1935 dans des emplacements en béton standardisés.
 Aujourd'hui, les tourelles ont presque toutes disparu alors qu'elles étaient quasiment toutes encore en place après la guerre dans le Dauphiné, le Nord et les Alpes-Maritimes notamment.